# Pomacentrus saksonoi
Pomacentrus saksonoi är en fiskart som beskrevs av Allen, 1995. Pomacentrus saksonoi ingår i släktet Pomacentrus och familjen Pomacentridae. Inga underarter finns listade i Catalogue of Life.